# Ecsenius namiyei
Ecsenius namiyei és una espècie de peix de la família dels blènnids i de l'ordre dels perciformes.

## Morfologia
- Els mascles poden assolir 11 cm de longitud total.[2][3]

## Reproducció
És ovípar.

## Hàbitat
És un peix marí de clima tropical i associat als esculls de corall que viu fins als 1-30 m de fondària.

## Distribució geogràfica
Es troba des de Taiwan fins a Salomó.